# The Specials
The Specials, anche conosciuti come The Special AKA, sono un gruppo musicale britannico, formato a Coventry nel 1977. Di genere ska, è riconosciuto fra i massimi esponenti del movimento 2 tone ska britannico della fine degli anni settanta, assieme a gruppi come Madness, The Selecter e The Beat.
Dopo sette singoli consecutivi entrati nella top ten britannica tra il 1979 e il 1981, il gruppo decise di sciogliersi, per poi tornare insieme negli anni novanta e separarsi nuovamente nel 2001.
Nel 2008 il gruppo si è nuovamente riunito.

## Storia

### Gli inizi
Il gruppo nacque nel 1977 col nome di The Automatics (poi subito cambiato in The Coventry Automatics) dall'incontro tra il cantante e tastierista Jerry Dammers, con Terry Hall (voce), Lynval Golding (chitarra, voce), Neville Staples (voce, percussioni), Horace Panter (basso) e Silverton Hutchinson (batteria). Quando, l'anno seguente, l'altro cantante Terry Hall e il chitarrista Roddy Radiation si unirono alla band, il nome fu di nuovo cambiato in The Special AKA The Coventry Automatics, abbreviato poi in The Special AKA.
Come molte altre band di quella scena 2 tone ska, anche gli Specials sono caratterizzati da una formazione multirazziale e in chiave esplicitamente antirazzista, da testi con tematiche legate alla politica e al multiculturalismo e da musica che è un misto di elementi bianchi britannici (come il punk) e neri afroamericani (il reggae, il soul e l'R'n'B). Già dagli inizi adottarono la moda in voga fra le subculture mod, Rude Boy e Skinhead.
L'occasione per farsi conoscere a livello nazionale arrivò quando Joe Strummer, leader dei The Clash, dopo aver seguito un concerto del gruppo, propose loro di aprire le esibizioni dal vivo della sua band durante l'On Parole UK Tour, contribuendo così ad aumentare la loro popolarità a livello nazionale.
Nel 1979, poi, poco dopo la dipartita di Hutchinson, sostituito alla batteria da John Bradbury, Jerry Dammers prese in prestito il denaro appena sufficiente per registrare una sola canzone e poi, viste le difficoltà per trovare un'etichetta decisa a pubblicare il loro primo singolo, decise di fondare una propria label, a cui diede il nome di 2 Tone Records. Il 28 luglio 1979 venne quindi pubblicato il singolo, intitolato Gangsters vs. The Selecter (assieme ai Selecter). Stampato in cinquemila copie, distribuite poi in modo indipendente, il disco fu un successo che andò oltre le più rosee aspettative della band e raggiunse la posizione numero 6 nella classifica nazionale.
Abbreviato ulteriormente il nome in The Specials, sempre nel 1979, la band pubblicò l'omonimo album di debutto che, interamente prodotto da Elvis Costello e con la partecipazione di Chrissie Hynde dei Pretenders ai cori, proponeva riletture di brani ska e rocksteady dei tardi anni sessanta (A message to you Rudy di Dandy Livingstone, Too Hot di Prince Buster, Monkey Man dei Toots & the Maytals, You're Wondering Now degli The Skatalites), accanto a diversi brani inediti. Il disco suscitò reazioni molto positive di pubblico e critica, tanto da ottenere la posizione numero 4 della Official Albums Chart inglese, seguito dal singolo Too Much Too Young che addirittura conquistò il primo posto della classifica. A cavallo tra il 1979 e il 1980, poi, gli Specials s'imbarcarono in un tour di sei settimane negli Stati Uniti. “È difficile a credersi ma, a quell'epoca, il concetto di retro in America non esisteva per nulla" racconta Jerry Dammers "Quella tournée fu una delle cose più stupide che successero agli Specials: quando suonavamo ci mettevamo tutti noi stessi. Dovevamo tenere due concerti la stessa sera, che era un po' come mettere qualcuno sul ring per due match di boxe consecutivi: non aveva alcun senso. Odio doverlo dire, ma quanto accadde ruppe lo spirito che s'era creato all'interno della band. Eravamo del tutto esausti.”
Il secondo album, intitolato More Specials, uscito nell'ottobre del 1980 per 2 Tone/Chrysalis, segnò una svolta musicale rispetto al precedente lavoro con un allontanamento dalle radici ska, contaminato da elementi pop, new wave e di psichedelia. Registrato in un momento in cui le tensioni all'interno del gruppo si erano oramai fatte insostenibili e i conflitti cominciavano a minare l'equilibrio nella band vittima delle continue lotte intestine, il disco riuscì comunque ad ottenere un buon riscontro commerciale, piazzandosi al 5º posto nella classifica inglese. Oltre ai membri fissi del gruppo, la band si avvalse anche di vocalist d'eccezione, come Belinda Carlisle, Jane Wiedlin e Charlotte Caffey delle Go-Go's e Rhoda Dakar dei The Bodysnatchers. Quando però il gruppo entra nuovamente in studio per la registrazione del singolo Ghost Town, il gruppo è oramai sciolto. Pubblicato il 21 giugno del 1981, il disco, l'ultimo prodotto dagli Specials in formazione originale, raggiunse addirittura il vertice della hit inglese.

### Lo scioglimento
Nel 1981, Staple, Golding ed Hall abbandonarono la band (seguiti a ruota da Byers e Horace Gentleman) per andare a formare i Fun Boy Three, con cui elaborarono ulteriormente il genere ska attraverso l'utilizzo di strumenti esotici e combinandolo con sonorità africane e armonie jazz (ad esempio nell'album Our Lips Are Sealed, uscito nel 1982), rimanendo in questa band fino al suo scioglimento, avvenuto nel 1983. Sostituiti i partenti con 4 nuovi musicisti, Dammers continuo il progetto The Specials aggiungendo al nome la sigla AKA e registrando il terzo album della band, intitolato In the Studio. Il disco, che vide la luce solo nel 1984, è oramai lontano dal suono e dalle atmosfere che hanno reso popolare la band inglese, mischiando elementi no-wave, funk e soul in una varietà di generi e stili disparati ma senza identificarsi in nulla di concreto. Nonostante il successo del singolo estratto, dal titolo Nelson Mandela (che rese il politico sudafricano, allora in prigione, conosciuto e supportato in tutto il Regno Unito) l'album fu un disastro commerciale e Dammers decise di sciogliere la band e di darsi all'attivismo politico.
Dopo la rottura della formazione originale, i vari componenti, diedero vita ad alcuni progetti musicali. Hall, dopo la parentesi con i Fun Boy Three, nel 1984 si unì ai The Colourfield, dai quali si separò nel 1987 per darsi alla carriera solista come autore new wave.
Roddy Radiation ha invece collaborato con diverse band, tra cui i Tearjerkers (già negli ultimi mesi di vita degli Specials), i Bonediggers, i Raiders and Three Men & Black e gli Skabilly Rebels, una band rockabilly/ska.
Steve Panter (alias Sir Horace Gentleman), continuò a suonare unendosi prima ai General Public (dal 1983 a 1987) e poi con i Box of Blues, i Blues To Go e con la Coventry Ska-Jazz Orchestra, prima di iniziare un corso di formazione per insegnanti al Birmingham Polytechnic e, nel 1993, assumere la cattedra di storia dell'arte per bambini con handicap, alla Corley Special School di North Warwickshire.
Nei primi anni 1990, poi, alcuni membri del gruppo, si unirono alla band The Beat e formarono il collettivo Special Beat, con cui si esibirono in tour in Inghilterra, Giappone e Nord America, e pubblicarono alcuni album dal vivo.

### La reunion
Con la ribalta della nuova ondata ska (la third wave of ska) di inizio anni novanta, nel 1996, anche se non con la formazione originale completa, la band si riunì per registrare il primo album in studio del gruppo dal 1984, intitolato Today's Specials e basato su cover di brani ska e reggae.
Il disco venne poi seguito, nel 1996, dall'album Guilty 'Til Proved Innocent, formato da pezzi originali nei quali comparivano ospiti come Tim Armstrong e Lars Frederiksen dei Rancid e da altri due dischi di cover: Skinhead Girl (nel 2000) e Conquering Ruler (nel 2001).
Nel 2007, al Glastonbury Festival, Hall e Golding si riunirono dopo 24 anni per suonare un brano degli Specials (Gangsters) assieme a Lily Allen.
Dopo mesi di indiscrezioni, il 7 aprile del 2008, la band ufficializzò l'avvenuta reunion (senza Jerry Dammers) per realizzare, nel 2009, una serie di concerti in Inghilterra, Australia e Giappone in celebrazione del loro 30º anniversario.
Nel mese di agosto del 2012, gli Specials hanno pubblicato il loro nuovo album dal vivo, More ... Or Less The Specials Live, contenente le migliori performance dal loro tour europeo del 2011, selezionate dalla band stessa. Dopo la morte del batterista John Bradbury alla fine del 2015, i tre superstiti della formazione originale (il cantante Terry Hall, il chitarrista Lynval Golding e il bassista Horace Panter) a inizio del 2019 fanno uscire il loro ottavo album Encore, che raccoglie una soddisfacente accoglienza da parte della critica e dei fans, rimanendo nella UK Album's Chart per 9 settimane. Dopo l'uscita dell'album, ha inizio il tour europeo che vede gli Specials ottenere il tutto esaurito in diverse date, sia nel Regno Unito che in diversi altri stati europei.

## Formazione

### Formazione attuale
- Terry Hall - voce (1979–1981, 2008–2022)
- Horace Panter - basso (1979–1981, 1996–2001, 2008–presente)
- Lynval Golding - voce, chitarra ritmica (1979–1981, 1996–2001, 2008–presente)
- Jon Read – tromba (1996–2001, 2008–presente)
- Adam Birch – tromba (1996–2001, 2008–presente)
- Tim Smart - trombone (2008–presente)
- Drew Stansall – sassofono (2008–presente)
- Nik Torp – tastiere (2008–presente)

### Ex componenti
- Jerry Dammers – tastiere (1977–1984)
- Roddy Radiation - chitarra solista (1979–1981, 1996–2001, 2008–2013)
- Silverton Hutchinson – batteria (1977–1979)
- John Bradbury - batteria (1979–1984, 2008–2015 deceduto)
- Neville Staple - voce, percussioni (1979–1981, 1996–2001, 2009–2012)
- Dick Cuthell - tromba (1981–1984)
- Rhoda Dakar – voce (1981–1984)
- Garry McManus – basso (1981–1984)
- Stan Campbell – voce (1981–1984)
- Egidio Newton – voce, percussioni (1981–1984)
- John Shipley – chitarra (1981–1984)
- Nigel Reeve – sassofono (1981–1984)
- Caron Wheeler – voce (1981–1984)
- Claudia Fontaine – voce (1981–1984)
- Aitch Bembridge – batteria (1996–2001)
- Mark Adams – tastiere (1996–2001)
- Rico Rodriguez - trombone (1979–1981)

## Discografia

### Album in studio
- 1979 - Specials
- 1980 - More Specials
- 1984 - In the Studio
- 1996 - Today's Specials
- 1998 - Guilty 'Til Proved Innocent!
- 2000 - Skinhead Girl
- 2001 - Conquering Ruler
- 2019 - Encore
- 2021 - Protest Songs – 1924-2012

### Album dal vivo
- 1993 - Too Much Too Young
- 1997 - Live at The Moonlight Club
- 1997 - Peel Sessions
- 1999 - Blue Plate Specials Live
- 1999 - Ghost Town: Live at Montreux Jazz Festival 1995
- 2011 - More ... Or Less The Specials Live

### Singoli e EP
- 1979 - Gangsters (split con Selecter)
- 1979 - A Message to You, Rudy
- 1980 - Too Much Too Young
- 1980 - The Special AKA Live! EP
- 1980 - Rat Races
- 1980 - Stereotype
- 1980 - Do Nothing
- 1981 - Ghost Town
- 1982 - The Boiler (con Rhoda Dakar)
- 1982 - Jungle Music (con Rico Rodriguez)
- 1982 - War Crimes
- 1983 - Racist Friend
- 1984 - Free Nelson Mandela
- 1984 - What I Like Most About You Is Your Girlfriend
- 1991 - Ghost Town Revisited
- 1993 - The Two Tone EP
- 1996 - Hypocrite
- 1997 - It's You